# ネジャティ・タジャン
ネジャティ・タジャン（Necati Tacan、 1895年‐1958年7月28日）は、トルコの軍人。

## 略歴
学生時代、タジャンは第一次世界大戦中の1914年7月21日にオスマン帝国陸軍に加入した。トルコ独立戦争中の1921年11月7日にアナトリアに渡り、トルコ軍に加わった。彼は1923年に陸軍士官学校に入学し、1928年に卒業した。
彼は1945年に准将に昇進し、第68旅団司令官と第3陸軍参謀本部長に任命された。
彼は1947年に少将に昇進し、第3陸軍参謀本部長、第11師団司令官、高等司令官教師、第23師団司令官、トルコ陸軍士官学校司令官、第6師団司令官および第5師団副司令官に任命された。
彼は1951年に中将に昇進し、第5師団司令官、陸軍参謀本部長、第15師団司令官および第2陸軍の副司令官を務めた。
彼は1956年に将軍に昇進し、第3陸軍司令官を務めていた最中に1957年11月30日に陸軍司令官に任命された。陸軍司令官に就任していた最中の1958年7月28日に心筋梗塞によって死去した。

## 5月27日クーデターへの関与
1950年代のトルコはアドナン・メンデレスの率いる民主党政権下にあったが、依然として軍部ではイスメト・イノニュなどを輩出した共和人民党支持者が多かった。特に若手将校の中ではファルク・ギュヴェンテュルクなど民主党政権に対する不満を持つ者が多かった。その一人であったサディ・コチャシュはクーデター計画に賛同してくれる軍部高官を探しており、タジャンにも白羽の矢が立った。タジャンはクーデター計画に協力的であったが、間もなくして彼は心筋梗塞によって死去した。コチャシュが代わりに選定したジェマル・ギュルセルを中心に5月27日クーデターが行われることになる。